# Фрикс
Фрикс (на старогръцки: Φρίξος, Phrixos, Phrixus) в древногръцката митология е син на цар Атамант от Беотия и първата му съпруга богинята Нефела. Брат близнак е на Хела.
Втората съпруга на баща му Ино, дъщерята на Кадъм, мрази близнаците и иска да ги убие, затова замисля коварен план. Тя подмамва жените в Беотия да изсушат семето, приготвено за посев, и следващата година на нивите не пониква нищо. Пред настъпващия глад цар Атамант изпраща пратеници при оракула в Делфи, за да разбере причината за безплодието, но Ино подкупва пратениците и те излъгват царя, че според  прорицателката той трябва да принесе в жертва на боговете сина си Фрикс, за да се върне плодородието.
Атамант с мъка се съгласява да жертва любимия си син. В последния момент обаче майката на Фрикс и Хела, богинята Нефела, спасява децата си. Тя изпраща златорунен овен, дар от Хермес. Децата яхват овена и той полита над земята и морето. Хела се изплашва, не успява да се удържи на овена и пада в морето, което после бива наречено на нея – Хелеспонт. Фрикс е отнесен чак в Колхида, където цар Еет (син на Хермес) го приютява, отглежда, а после го оженва за дъщеря си Халкиопа. Златорунният овен е принесен в жертва на Зевс, а златното му руно е окачено в свещената гора на бог Арес и е пазено от ужасен дракон, който никога не склопва очи.
Фрикс е баща е на аргонавтите Аргос и Фронтис, също на Мелас, Китисор и рядко споменавания (никога наред с братята си) Пресбон и на дъщеря Хела.
Фрикс живее в двора на Еет, но един ден Еет научава от оракул, че ще умре от ръцете на потомък на Еол (дядото по бащина линия на Фрикс) и затова убива Фрикс. Други източници обаче твърдят, че Фрикс живял мирно в Колхида и починал от старост.